# 66 Ursae Majoris
66 Ursae Majoris är en orange jätte i stjärnbilden Stora björnen. Stjärnan har visuell magnitud +5,82 och är synlig för blotta ögat vid god seeing. Den ligger på ett avstånd av ungefär 310 ljusår.